# آآ ایروسا
آا ایروسا (نام علمی: Aa erosa) نام یک گونه از سرده آآ است.